# Anne Brugnera
Anne Brugnera, née le 28 novembre 1970 à Versailles, est une femme politique française.
Initialement membre du Parti socialiste, elle rejoint La République en marche en 2017. Elle est députée de la 4e circonscription du Rhône, intégralement située dans la commune de Lyon, depuis 2017 et est réélue en 2022 pour un second mandat. 

## Biographie
Anne Brugnera fait des études d’ingénieur agronome. Elle travaille dans le domaine de l’agriculture.
En 2002, elle adhère au PS. Lors des élections municipales de 2008, elle est directrice de campagne du PS dans le 3e arrondissement de Lyon et rencontre à cette occasion Thierry Philip.
Elle remplace Najat Vallaud-Belkacem en tant qu'adjointe au maire à Lyon, lorsque cette dernière est nommée ministre des Droits des femmes et porte-parole du gouvernement dans le gouvernement de Jean-Marc Ayrault. En 2014, elle devient l'adjointe à l'éducation du maire de Lyon, Gérard Collomb.

Le 16 janvier 2017, elle annonce son soutien à Emmanuel Macron, candidat du mouvement En marche à l'élection présidentielle française de 2017, ainsi que son adhésion à son mouvement politique mais reste présidente du groupe socialiste à la métropole de Lyon.

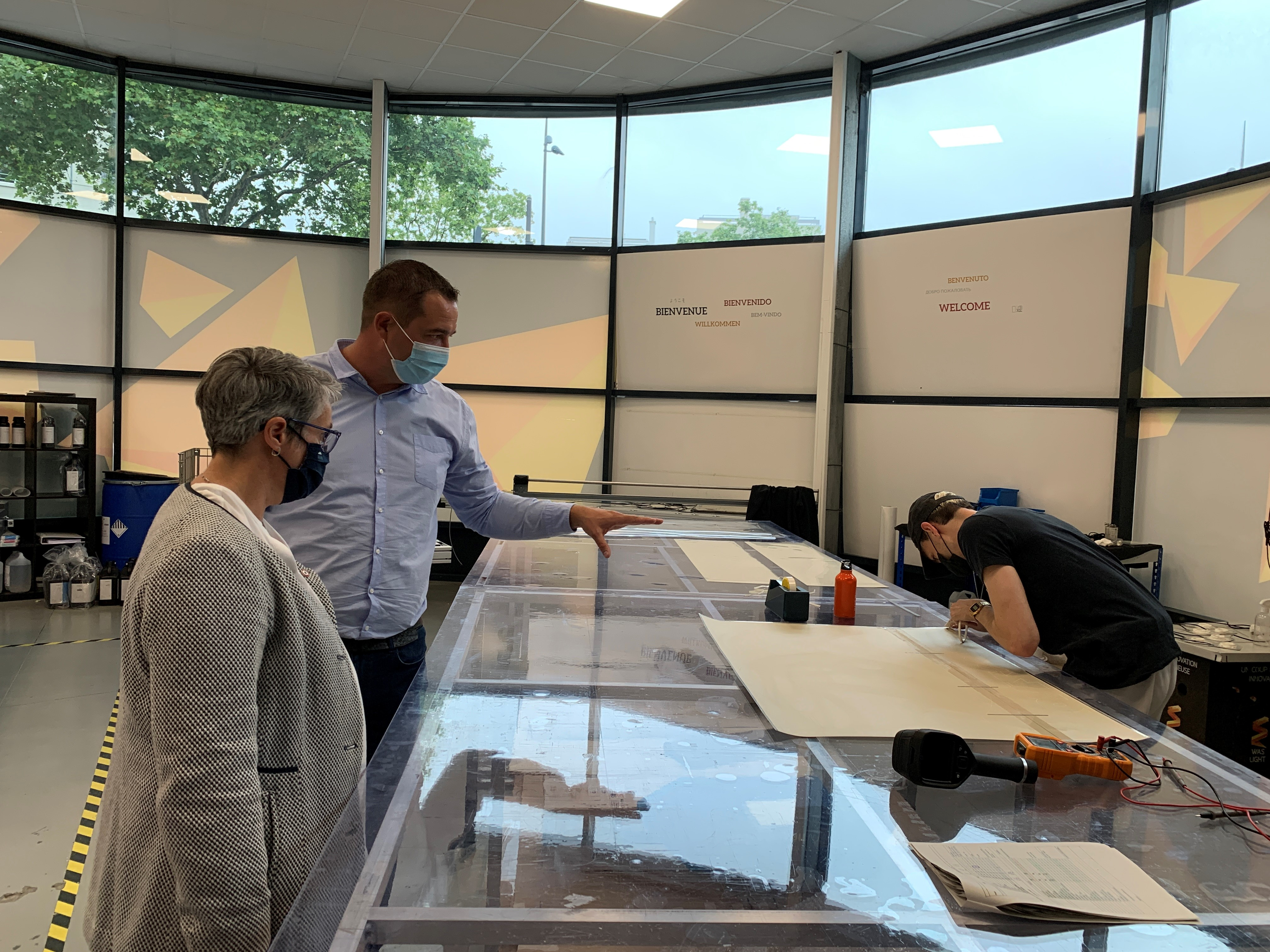
Anne Brugnera en visite auprès d'une entreprise de sa circonscription.

En juin 2017, elle est élue députée de la 4e circonscription du Rhône qui comprend le 6e arrondissement de Lyon, l'est du 3e et le 8e arrondissement. Elle fait partie du groupe LaREM à l'Assemblée nationale. Elle est membre de la commission des Affaires culturelles et de l'Éducation. Elle s'intéresse notamment aux conséquences de la pandémie sur la jeunesse et en particulier sur les étudiants. En ce sens, elle contribue aux travaux de la mission d'information destinée à l'enseignement hybride ou à distance. Elle est également membre de la délégation aux collectivités territoriales et à la décentralisation.

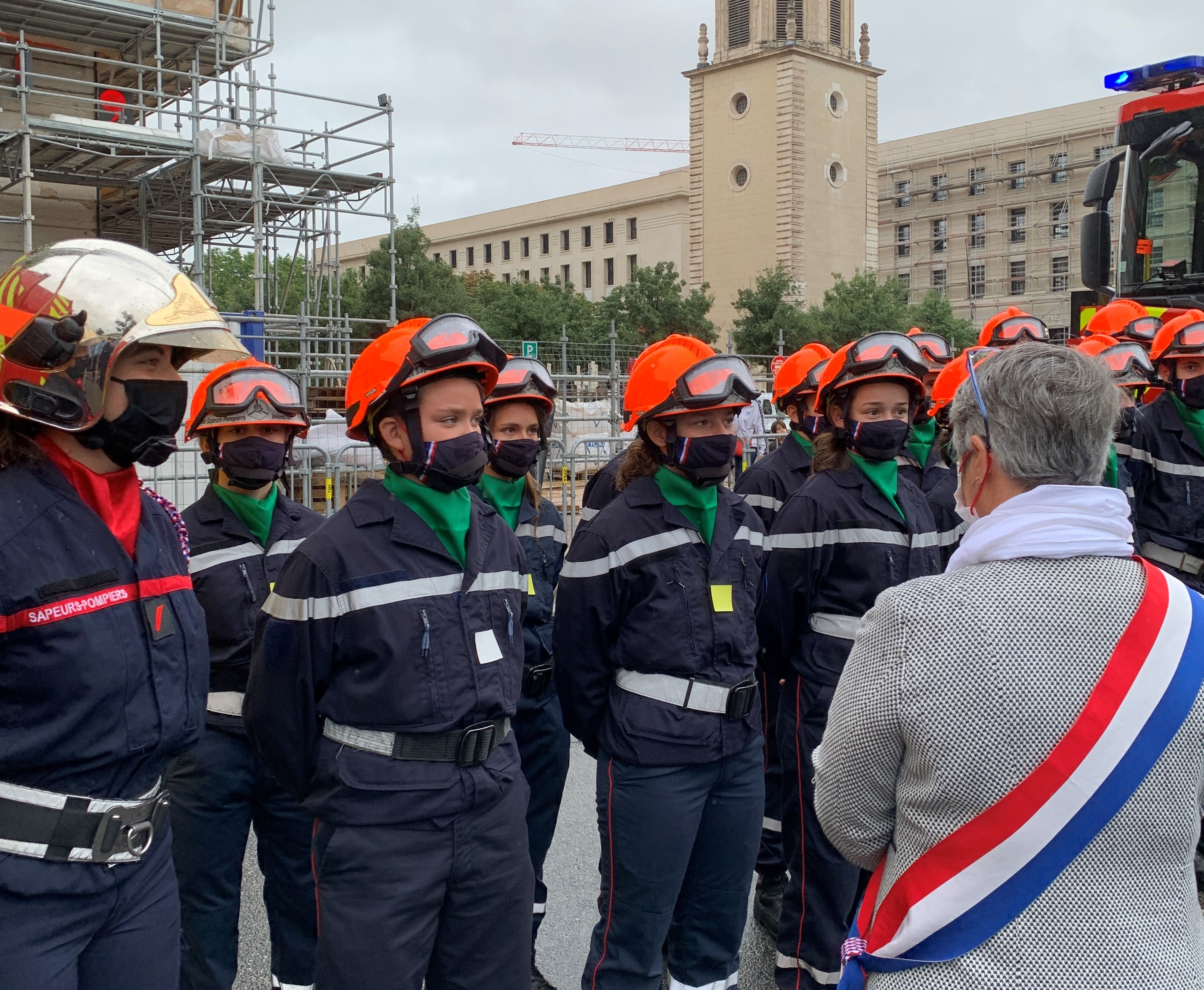
La députée au contact de jeunes pompiers à l'occasion du 14-juillet.

En juillet 2019, elle se porte candidate à l'investiture de LREM pour les élections municipales de 2020 à Lyon avant de se retirer pour soutenir la candidature de Georges Képénékian. Elle mène la liste Respirations dans le 6e arrondissement. En juin 2020, elle est élue conseillère municipale dans cet arrondissement.
Elle rejoint Territoires de progrès en 2020, mouvement social-démocrate et européen lancé par certains ministres comme Jean-Yves Le Drian et Olivier Dussopt. 
En 2022, après avoir été investie sous la bannière Ensemble, elle est réélue députée de la 4e circonscription du Rhône qui comprend le 6e arrondissement de Lyon, l'est du 3e et le 8e arrondissement.
Lors des élections législatives de 2024 elle est battue au second tour par Sandrine Runel, la candidate du Nouveau Front Populaire, dans le cadre d'une triangulaire avec le candidat du Rassemblement national.

## Synthèse des résultats électoraux

### Élections législatives
| Année | Parti  | Parti  | Circonscription | 1er tour | 1er tour | 1er tour | 2d tour | 2d tour | 2d tour | Issue  |
| Année | Parti  | Parti  | Circonscription | Voix     | %        | Rang     | Voix    | %       | Rang    | Issue  |
| ----- | ------ | ------ | --------------- | -------- | -------- | -------- | ------- | ------- | ------- | ------ |
| 2012  |        | PS     | 4e du Rhône     | 14 862   | 32,51    | 2e       | 20 173  | 46,76   | 2e      | Battue |
| 2017  |        | LREM   | 4e du Rhône     | 19 902   | 45,79    | 1re      | 20 095  | 60,55   | 1re     | Élue   |
| 2022  | 15 566 | LREM   | 4e du Rhône     | 34,10    | 1re      | 24 803   | 59,35   | 1re     | Élue    |        |
| 2024  | RE     | 18 744 | 4e du Rhône     | 31,02    | 2e       | 23 208   | 39,67   | 2e      | Battue  |        |

### Élections municipales
Les résultats ci-dessous concernent uniquement les élections où elle est tête de liste.
| Année | Liste | Liste      | Commune | 1er tour | 1er tour | 1er tour | 2d tour | 2d tour | 2d tour | Sièges obtenus | Sièges obtenus |
| Année | Liste | Liste      | Commune | Voix     | %        | Rang     | Voix    | %       | Rang    | CA             | CM             |
| ----- | ----- | ---------- | ------- | -------- | -------- | -------- | ------- | ------- | ------- | -------------- | -------------- |
| 2020  |       | LREM diss. | Lyon 6e | 1 362    | 11,08    | 4e       | 2 099   | 16,60   | 3e      | 1 / 27         | 0 / 9          |

## Décoration
- Chevalier de l'ordre national du Mérite (nomination du 15 mai 2025)[10].
- Officier de l'ordre des Arts et des Lettres (2024)[11].